# Spinetta Marengo
Spinetta Marengo is een plaats (frazione) in de Italiaanse gemeente Alessandria, provincie Alessandria.
Hier vond in 1800 de Slag bij Marengo plaats.

## Geboren
- Paolo Bianchi (1908-1972), wielrenner